# Enea Masiero
Enea Antonio Masiero (Lonigo, 8 dicembre 1933 – Milano, 31 marzo 2009) è stato un calciatore e allenatore di calcio italiano, di ruolo centrocampista.

## Carriera

### Giocatore

Masiero al Marzotto Valdagno nel 1955

Ha giocato nell'Inter dal 1955 al 1964 nel ruolo di centrocampista, alternando stagioni da titolare fisso (curiosamente le stagioni iniziate negli anni dispari, ad esempio 1955-56, 1957-58, 1959-60, 1961-62) ad altre da rincalzo (ad esempio solo tre presenze nelle stagioni 1956-57 e 1960-61). Solamente nel 1960-61 giocò da terzino, al fianco di Armando Picchi.
In maglia nerazzurra ha vinto il campionato 1962-63, giocando nove partite: è poi passato alla Sampdoria, dove ha chiuso la sua carriera nel 1966. La prima esperienza era stata al Marzotto Valdagno, club della serie cadetta, con cui giocò 88 gare segnando 5 reti; in Serie A conta invece 195 presenze e 9 gol.

### Allenatore
Come allenatore è subentrato, all'Inter, nella stagione 1972-73 a Giovanni Invernizzi e in quella 1973-74 a Helenio Herrera, in seguito al ricovero in clinica dello stesso Herrera per malore; entrambe le esperienze si chiusero con un quarto posto e l'eliminazione in semifinale di Coppa Italia. Prosegue quindi la carriera di allenatore nelle serie minori, con una parentesi in Svizzera alla guida del Lugano.

## Palmarès

### Giocatore

#### Competizioni nazionali
- Campionato italiano: 1

Inter: 1962-1963

#### Competizioni internazionali
- Coppa dei Campioni: 1

Inter: 1963-1964